# Jacopo de’ Pazzi
Jacopo de’ Pazzi (* 1423; † 28. April 1478 in Florenz) war ein florentinischer Bankier aus dem Geschlecht der Pazzi, einer toskanischen Adelsfamilie. Er wurde als Teilnehmer an der Pazzi-Verschwörung hingerichtet.

## Leben
Er war Mitverschwörer an dem Attentat am 26. April 1478 auf die Medici, wobei er und die anderen Mitverschwörer sich erhofften, dass die Pazzi durch den Tod der Medici wieder in Florenz an die Macht kommen und ihren alten Stand in der florentinischen Regierung wiederherstellen würden. Nach dem fehlgeschlagenen Attentat am 26. April 1478 flüchtete Jacopo de’ Pazzi in die Romagna. Er wurde jedoch am folgenden Tag von Bauern ergriffen und verprügelt, so dass er nicht mehr laufen konnte. Nachdem die Landbewohner ihn nach Florenz gebracht hatten, wurde Jacopo – ebenso wie Francesco Salviati und Francesco de’ Pazzi – am Turm des Palazzo Vecchio an der Piazza della Signoria gehängt.
Sein Leichnam wurde nach einigen Tagen aus dem Grab geholt und in den Arno geworfen.